# Blugi

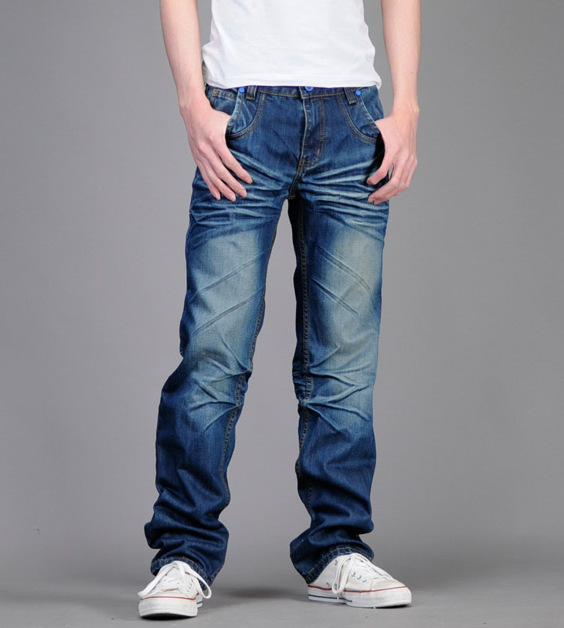
O pereche de blugi bărbătești

Blugii (abreviere din engleză blue-jeans) sunt pantaloni cu buzunarele și cusăturile întărite cu tighele și ținte, confecționați dintr-un material special din bumbac rezistent, numit denim⁠(en)[traduceți], în general având culoare albastră.  Este cea mai uzitată piesă vestimentară și materialul cel mai popular și mai folosit din lume.

## Etimologie
Cuvântul românesc „blugi” constituie o abreviere și o adaptare a cuvântului din limba engleză blue-jeans. În Spania se numesc „vaqueros” sau „tejanos”, în franceză „jean”, pronunțat [dʒin], sau „jeans”, pronunțat [dʒins], în daneză „cowboybukser”, (pantaloni de cowboy), chinezii le spun „niuzaiku”, ungurii „farmernadrag”, bulgarii „donkey”, olandezii „spijkerbroek”, rușii „джинсы” (djinsî, din engleză de la „jeans”) etc.

## Istoric

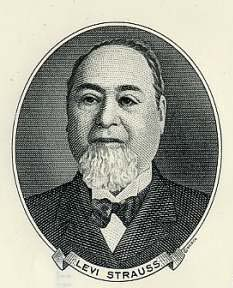
Levi Strauss

Denumirea materialului denim din care sunt confecționați blugii, provine din Franța sfârșitului secolului al XVI-lea, în orașul francez Nîmes unde era folosită o țesătură denumită „serge de Nîmes”, adică „stofă din orașul Nîmes”. Termenul de „blue jeans” provine din expresia franceză „bleu de Gênes”, (albastru de Genova),  o țesătură din lână și bumbac. În acea perioadă, pânza denim era făcută în Italia și vândută în portul Genova pentru marinari deoarece era cea mai rezistentă. Cea mai importantă diferență dintre ele este că denimul este țesut dintr-un fir colorat și unul alb, iar jeans din două fire de aceeași culoare. 
În anul 1847, un negustor evreu din Germania pe nume Loeb Strauss (în 1850 îl schimbă în Levi Strauss) a sosit la New York, unde fratele său vitreg făcea afaceri cu țesături și haine. Strauss se implică în afaceri timp de câțiva ani și în California vinde pantaloni din denim albastru către minerii și crescătorii de vite care căutau un material ieftin, confortabil și rezistent. 

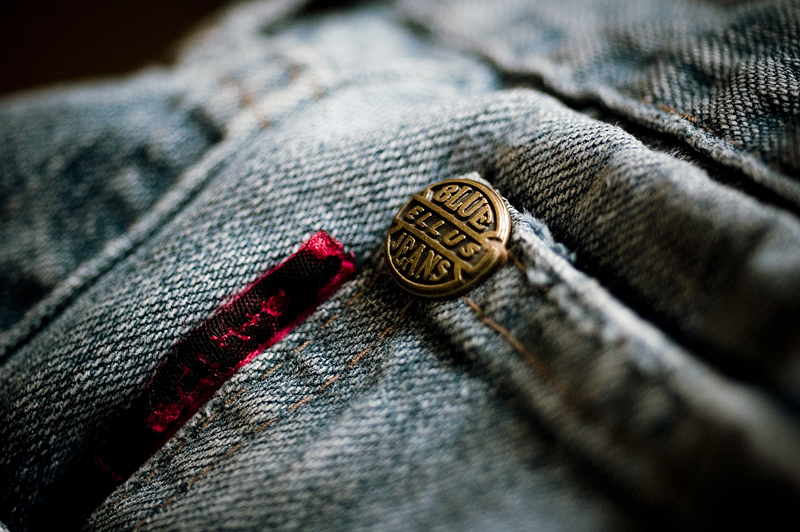
Capsă adăugată la buzunare

Jacob Davis, un croitor evreu din Letonia și unul dintre colaboratorii lui Levi Strauss, a adăugat în anul 1872 niște ținte metalice la buzunarele acestor pantaloni pentru mai multă rezistență. Pantalonii confecționați de către aceștia erau inițial făcuți din doc maroniu și denim albastru. Deoarece acești pantaloni erau deosebit de ieftini, au ajuns în scurt timp foarte populari și în rândul imigranților sosiți în S.U.A. 

Levi Strauss și Jacob Davis și-au brevetat produsul pe data de 20 mai 1873, data oficială de naștere a pantalonilor blugi. 

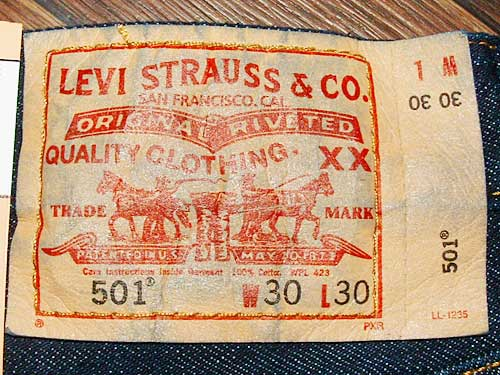
Eticheta originală Levi Strauss

Două decenii mai târziu, au început să apară firme rivale. Acestea erau Lee și Wrangler, fiecare marcă având modele și croieli specifice. 
Anii ’30 reprezintă epoca western-ului, blugii fiind purtați de fiecare cowboy, dar și de actori de la Hollywood ca Gary Cooper și John Wayne în filme western. Din 1935 apare și primul model  pentru femei, Lady Levi’s.
În timpul celui de-al Doilea Război Mondial producția de blugi s-a oprit, aceștia fiind produși doar pentru soldații americani ca uniformă pentru timpul liber.
Creșterea popularității blugilor printre tineri începând cu anii 1950, este atribuită și filmelor sau muzicii, când vedete ca James Dean, Marlon Brando și Elvis Presley au promovat acest tip de îmbrăcăminte. 
Începând cu anii 1960, blugii au devenit unul dintre cele mai importante simboluri ale subculturii pop și hippy. În acești ani, blugii au suferit cele mai multe schimbări: evazați, pictați, brodați, rupți, având adaosuri de flori, panglici colorate sau mesaje antirăzboi.
În 1970, Hal Burgess pune pe piață prima pereche de blugi „prespălați”. La sfârșitul anilor ’70, blugii au început să fie fabricați și în alte țări decât America, astfel au ajuns să fie purtați de oameni din întreaga lume. 
Statele comuniste din Cortina de Fier nu au fost ferite de asaltul blugilor deși erau considerați un simbol al „decadenței occidentale”. Tinerii erau tot mai atrași de ei și-i cumpărau de pe piața neagră sau din magazine de tip consignație la prețuri care echivalau uneori chiar și cu un salariu mediu din acele timpuri.
În anii 1980, blugii au atras atenția și marilor designeri vestimentari ca Sergio Valente, Jordache, Calvin Klein, devenind piese de rezistență în colecțiile acestora. 
Începând  cu anul 1995, apar blugii rap-erilor, de hip-hop. Formele sunt atât de largi, încât turul pantalonilor aproape că atinge genunchii, iar talia e lăsată atât de jos, încât lasă să se vadă din plin boxerii.
Mariah Carey lansează în anul 1999, o nouă modă, blugii cu talie foarte joasă, fără betelie, care în doar câteva luni, ajung la un succes enorm.
Kate Moss aduce în anul 2006 blugii skinny cu sloganul “No Pain, No Gain”, care capătă curând popularitate rapid.

## Modele
Diferitele modele de blugi sunt date de mai multe elemente:  înălțimea taliei, croiala, cracul, culoarea 

### Înălțimea taliei
- high rise (croiala înaltă), ridicată peste solduri
- low rise (talie joasă), asezată jos pe solduri
- ultra low rise

### Croiala
- clasică (classic fit): sunt blugii în stil tradițional: croiala urmează îndeaproape linia corpului, relativ îngustați în dreptul coapselor și șoldurilor, se strâmtează către gleznă, iar lungimea lor depășește cu puțin glezna.
- naturală (natural fit): oferă ceva mai mult spațiu în zona șoldurilor și a turului pantalonilor și se îngustează ușor către gleznă.
- relaxată (relaxed fit): asemănătoare croielii naturale, având cracul pantalonului mai larg în zona coapselor, a spatelui și a șoldurilor.
- strâmtă (slim fit): sunt croiți foarte aproape de corp, cu cracul pantalonului drept, dar îngustat pe toată lungimea sa.

După croiala craculului, se pot distinge mai multe tipuri:
- îngustat către gleznă și strâmt (slim):  se îngustează pe măsură ce coboară către gleznă și creează impresia unor picioare mai lungi
- drept (straight): este croit pe lângă picior, ușor lărgit, fără să se îngusteze în partea înferioară, și este cel mai des întalnit în modelele cu talie joasă.
- ușor evazat (boot cut): puțin lărgit în dreptul gleznei, pentru a se potrivi pe cizmă, fiind blugii preferați de cowboy
- foarte evazat (flared): se lărgește mult în dreptul gleznei, asemănător stilului boot-cut.

### Culoare
- indigo denim
- sun bleached denim
- streaky denim
- dirty wash denim
- sandwashed denim
- coloured denim